# Saturnovi unutarnji sateliti
Saturnovi unutarnji sateliti su Saturnovi sateliti u pravilnim progradnim putanjama, uglavnom s vrlo malim ekscentricitetima putanje i inklinacijama prema Saturnovom ekvatoru (do 1.7°, uz iznimku Japeta: 7.57°). Smatra se da su nastali zajedno sa Saturnom, od diska plina i prašine zaostale u orbiti oko Jupitera nakon njegovog formiranja, za razliku od Saturnovih vanjskih satelita za koje se, zbog nepravilnih putanja, smatra da su kasnije došli u Saturnov sustav.
Od Saturna prema vani, nalaze se redom: Pan, S/2005 S 1, Atlas, Prometej, S/2004 S 6 (nepotvrđen), S/2004 S 4 (nepotvrđen), S/2004 S 3, Pandora, Epimetej, Janus, Mimas, Methone, Pallene, Encelad, Telesto, Tetida, Kalipso, Polydeuces, Diona, Helena, Reja, Titan, Hiperion i Japet.
Iza putanje Japeta nalaze se Saturnovi vanjski sateliti u nepravilnim putanjama. Najbliži (do danas otkriveni) saturnov vanjski satelit, Kiviuq, prosječno je udaljen od Saturna 11.333 milijuna kilometara, dok je Japet od Saturna prosječno udaljen oko 3.56 milijuna km. Japet je više nego trostruko bliži Saturnu od Kiviuqa!

## Podjela u grupe
Prema položaju orbita, može ih se ugrubo podijeliti u 5 grupa:

### Pastirski sateliti
Pastirski sateliti su planetni sateliti koji "čuvaju" prstenove od rasipanja. Oni daju prstenovima oštre rubove i stvaraju pukotine. Pastirski sateliti saturnovih prstenova su:
- Pan
- S/2005 S 1
- Atlas
- Prometej
- S/2004 S 3 i
- Pandora

Dva još uvijek nepotvrđena pastirska satelita su S/2004 S 4 i S/2004 S 6

### Ko-orbitalni sateliti
Janus i Epimetej su ko-orbitalni sateliti. Ova su 2 satelita podjednakih dimenzija, a orbite su im udaljene tek nekoliko desetaka kilometara.
Prilikom međusobnog pretjecanja (unutrašnji se satelit uvijek giba brže), sateliti se gravitacijski privlače, no nikad se zbog toga ne sudare već zamijene mjesta (tj. orbite). Ovo se događa jednom u 4 godine.

### Unutrašnji veliki sateliti
Unutrašnji veliki sateliti, Mimas, Encelad, Tetida i Diona, obilaze Saturn unutar vrlo rijetkog prstena E.
Osim ova 4 davno otkrivena satelita, u prstenu e su nedavno otkriveni i mali sateliti Methone i Pallene.
Tetida i Diona imaju po 2 trojanska satelita u istoj orbiti.

### Trojanski sateliti
Trojanski sateliti su još jedna vrsta ko-orbitalnih satelita. Ovi sateliti obilaze Saturn u poptuno istim putanjama, na istim udaljenostima od Saturna, no na drugim dijelovima putanje.
Tetida i Diona imaju po 2 trojanska satelita - po jednog 60° ispred njih i po jednog koji se nalazi 60° iza njih na istoj orbiti, u tzv. Lagrangeovim točkama sustava Saturn-Tetida, odnosno Saturn-Diona. Tetidini trojanci su Telesto i Kalipso, a Dionini Helena i Polydeuces.

### Vanjski veliki sateliti
Tri najveća saturnovia satelita imaju orbite iza prstena E i tvore, zajedno s manjim Hiperionom, odvojenu grupu. U grupi se nalaze Reja, Hiperion, Titan i Japet.